# Lars-Börje Eriksson
Lars-Börje Eriksson (n. 21 octombrie 1966, Stockholm, Suedia) este un schior alpin ce a reprezentat Suedia, medaliat olimpic. A participat la o ediție a Jocurilor Olimpice (1988) în care a câștigat o medalie de bronz.

## Participări
Lista de mai jos prezintă principalele competiții la care a participat Lars-Börje Eriksson de-a lungul carierei.
- alpine skiing at the 1988 Winter Olympics – men's Super-G[*]